# Palatul Frederiksborg

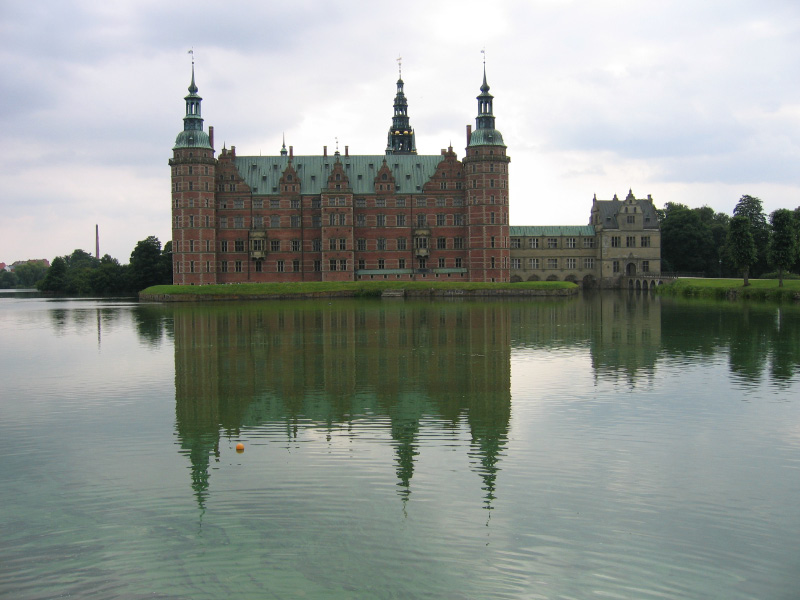
Castelul Frederiksborg.

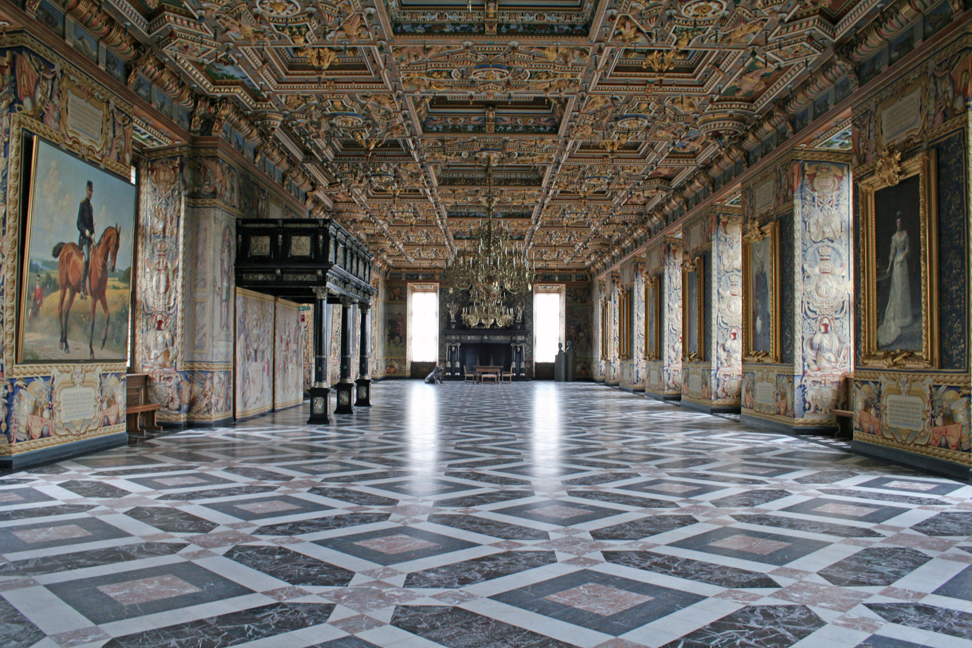
Sala Mare (Riddersalen).

Castelul Frederiksborg este situat în Hillerød, Danemarca. A fost construit ca reședință regală pentru regele Christian al IV-lea iar în prezent este Muzeul Național de Istorie.
Clădirea actuală a înlocuit vechiul castel construit de către Frederic al II-lea și este cel mai mare palat renascentist din Scandinavia. Palatul este situat pe trei insule mici în mijlocul lacului Palatului, (daneză Slotsø) și este înconjurat de un parc în stil baroc.

## Istorie
Cele mai vechi părți ale castelului datează din 1560, și au fost construite de către regele Frederic al II-lea, după care palatul a și fost numit.
Mare parte din palatul actual a fost construită între 1602-1620 de către Christian al IV-lea care a folosit arhitecți flamanzi, Hans van Steenwinckel cel Tânăr și Lorenz van Steenwinckel și care urmează stilul olandez favorit al regelui Christian al IV-lea pentru noile sale clădiri din Copenhaga.
După decesul regelui Christian al IV-lea în 1648, palatul a fost folosit în special pentru ceremonii, pentru ungerea și încoronarea monarhilor absoluți. Următorii regi și regine daneze au fost încoronați aici:
- 1671: Christian al V-lea și Charlotte Amalie de Hessen-Kassel
- 1700: Frederic al IV-lea și Louise de Mecklenburg-Güstrow
- 1721: Anna Sophia, soția lui Frederic al IV-lea
- 1731: Christian al VI-lea și Sophia Magdalena de Brandenburg-Kulmbach
- 1747: Frederic al V-lea și Louise a Marii Britanii
- 1752: Juliana Maria de Braunschweig-Wolfenbüttel, soția lui Frederic al V-lea
- 1815: Frederic al VI-lea și Marie de Hessen-Kassel
- 1840: Christian al VIII-lea și Caroline Amalie de Schleswig-Holstein